# Sphaerostephanos suboppositus
Sphaerostephanos suboppositus är en kärrbräkenväxtart som beskrevs av Holtt. Sphaerostephanos suboppositus ingår i släktet Sphaerostephanos och familjen Thelypteridaceae. Inga underarter finns listade.